# Ponerorchis chidori
Ponerorchis chidori là một loài thực vật có hoa trong họ Lan. Loài này được (Makino) Ohwi miêu tả khoa học đầu tiên năm 1936.